# خط طول 160° شرق
خط طول 160° شرق هو أحد خطوط الطول الجغرافية، والتي تمتد من القطب الشمالي الجغرافي إلى القطب الجنوبي الجغرافي، وحسب التحويل الزمني يتقدم خط طول 160° شرق عن خط غرينتش بـ10 ساعة و40 دقيقة.

## من القطب إلى القطب
ينطلق خط طول 160° شرق من القطب الشمالي نحو القطب الجنوبي مرورا بالمناطق التي ترد في الجدول التالي:
| الإحداثيات                           | البلد أو الإقليم أو البحر | ملاحظات |
| ------------------------------------ | ------------------------- | --- |
| 90°0′N 160°0′E / 90.000°N 160.000°E  | المحيط المتجمد الشمالي    | |
| 76°20′N 160°0′E / 76.333°N 160.000°E | بحر سيبيريا الشرقي        | |
| 70°26′N 160°0′E / 70.433°N 160.000°E | روسيا                     | ياقوتيا |
| 70°9′N 160°0′E / 70.150°N 160.000°E  | بحر سيبيريا الشرقي        | |
| 69°45′N 160°0′E / 69.750°N 160.000°E | روسيا                     | ياقوتيا أوكروغ تشوكوتكا الذاتية — من 68°15′N 160°0′E / 68.250°N 160.000°E ماغادان أوبلاست — من 65°31′N 160°0′E / 65.517°N 160.000°E                                                               |
| 61°47′N 160°0′E / 61.783°N 160.000°E | بحر أوخوتسك               | خليج شيليخوف [لغات أخرى]‏ |
| 61°22′N 160°0′E / 61.367°N 160.000°E | روسيا                     | ماغادان أوبلاست |
| 60°57′N 160°0′E / 60.950°N 160.000°E | بحر أوخوتسك               | خليج شيليخوف [لغات أخرى]‏ |
| 59°11′N 160°0′E / 59.183°N 160.000°E | روسيا                     | كراي كامشاتكا — شبه جزيرة كامشاتكا |
| 54°7′N 160°0′E / 54.117°N 160.000°E  | المحيط الهادئ             | |
| 53°15′N 160°0′E / 53.250°N 160.000°E | روسيا                     | كراي كامشاتكا — شبه جزيرة كامشاتكا |
| 53°6′N 160°0′E / 53.100°N 160.000°E  | المحيط الهادئ             | مرورا بشرق Mokil atoll, ولايات ميكرونيسيا المتحدة (في 6°42′N 159°46′E / 6.700°N 159.767°E) · مرورا بشرق جزيرة سانتا إيزابيل [لغات أخرى]‏, جزر سليمان (في 8°33′S 159°54′E / 8.550°S 159.900°E)      |
| 8°53′S 160°0′E / 8.883°S 160.000°E   | جزر سليمان                | جزر نجيلا |
| 8°55′S 160°0′E / 8.917°S 160.000°E   | Ironbottom Sound          | |
| 9°25′S 160°0′E / 9.417°S 160.000°E   | جزر سليمان                | جوادالكانال |
| 9°49′S 160°0′E / 9.817°S 160.000°E   | بحر سليمان                | |
| 11°28′S 160°0′E / 11.467°S 160.000°E | جزر سليمان                | Rennell Island |
| 11°35′S 160°0′E / 11.583°S 160.000°E | بحر المرجان               | |
| 29°9′S 160°0′E / 29.150°S 160.000°E  | المحيط الهادئ             | |
| 60°0′S 160°0′E / 60.000°S 160.000°E  | المحيط الجنوبي            | |
| 69°44′S 160°0′E / 69.733°S 160.000°E | القارة القطبية الجنوبية   | Border between the الإقليم الأسترالي في القارة القطبية الجنوبية، المطالب الإقليمية بالقارة القطبية الجنوبية by أستراليا, و the منطقة روس، المطالب الإقليمية بالقارة القطبية الجنوبية by نيوزيلندا |